# U.S. Route 31
La U.S. Route 31 è una lunga strada statunitense a carattere nazionale che corre da nord a sud e collega il Michigan settentrionale coll'Alabama meridionale, con inizio e fine alle intersezioni con l'Interstate 75 vicino a Mackinaw City (MI) e la U.S. Route 90 e la U.S. Route 98 a Spanish Fort (AL).